# Ontslagvergoeding
Een ontslagvergoeding (ook wel vertrekpremie, gouden handdruk of meer informeel oprotpremie) is een financiële vergoeding die de werkgever betaalt aan de werknemer bij ontslag. In specifieke gevallen wordt de ontslagvergoeding aangeduid met de term gouden handdruk.
De term vertrekpremie wordt vaker gebruikt om een ontslagvergoeding aan te duiden die wordt afgesproken bij het aangaan van de arbeidsovereenkomst. In arbeidsovereenkomsten voor het hogere management (en met name statutair bestuurders) wordt vaak al een ontslagvergoeding afgesproken, voor het geval dat de aanstelling voortijdig wordt beëindigd. Dit wordt ook wel een 'golden parachute' genoemd. 
Ontslagvergoedingen vormen vaak een onderdeel van vertrekregelingen die werkgevers en werknemers met elkaar afspreken. Als partijen met wederzijds goedvinden de arbeidsovereenkomst beëindigen, worden de onderlinge afspraken in een overeenkomst vastgelegd. Deze overeenkomst wordt aangeduid als een vaststellingsovereenkomst of beëindigingsovereenkomst.

## Ontslagvergoedingen in het Nederlandse arbeidsrecht

### Historie: van de kantonrechtersformule naar de Wet Werk en Zekerheid
Tot 1 juli 2015 werden veel ontslagvergoedingen berekend volgens de kantonrechtersformule. 
Met inwerkingtreding van de Wet werk en zekerheid ("WWZ") op 1 juli 2015 is het Nederlandse ontslagrecht echter ingrijpend gewijzigd. De WWZ beoogde de ontslagkosten voor werkgevers terug te dringen, onder andere door te hoge ontslagvergoedingen te voorkomen. Ook moest het ontslagrecht eenvoudiger, sneller en eerlijker. Ook moest het nieuwe ontslagstelsel zich meer richten op het vinden van een nieuwe baan. Daartoe werden onder meer ontslagvergoedingen onafhankelijk gemaakt van de ontslagroute en van het soort contract en moesten ze lager worden dan ontslagvergoedingen op grond van de kantonrechtersformule. 
Het ontslagrecht kent sinds invoering van de WWZ drie categorieën ontslagvergoedingen: de transitievergoeding, de billijke vergoeding en de gefixeerde schadevergoeding. 

### Transitievergoeding
Concreet hebben sinds invoering van de WWZ vrijwel alle werknemers die onvrijwillig worden ontslagen recht op de transitievergoeding, zoals opgenomen in artikel 7:673 BW. Dit is een forfaitaire ontslagvergoeding, zoals door de Hoge Raad bevestigd in zijn beschikking van 5 oktober 2018.
Tot 1 januari 2020 waren transitievergoedingen echter voorbehouden aan werknemers die twee jaar of langer in dienst waren. Hier heeft de wetgever een einde aan gemaakt met invoering van de Wet Arbeidsmarkt in Balans ("WAB") per 1 januari 2020. Met invoering van de WAB kregen werknemers vanaf aanvang van het dienstverband aanspraak op een transitievergoeding (in plaats van na 24 maanden).
De transitievergoeding bedraagt per jaar dat de arbeidsovereenkomst heeft geduurd een derde bruto maandsalaris (inclusief emolumenten). De berekening van de hoogte van de transitievergoeding over overige delen van het dienstverband geschiedt naar rato. De maximumtransitievergoeding is sinds 1 januari 2025 98.000,- bruto, of een heel jaarsalaris indien het jaarinkomen hoger was dan € 98.000,- bruto.
De vergoeding wordt in principe als volgt berekend:
1. De werknemer krijgt 1/3 maandsalaris per heel dienstjaar vanaf de eerste werkdag;
2. de transitievergoeding over het resterende deel van de arbeidsovereenkomst wordt berekend volgens de formule: (bruto salaris ontvangen over resterende deel arbeidsovereenkomst / bruto maandsalaris) x (1/3 bruto maandsalaris / 12). Deze formule wordt ook gebruikt voor het berekenen van de transitievergoeding als de arbeidsovereenkomst korter dan een jaar heeft geduurd.

#### Vervangende voorziening voor transitievergoeding in cao
In een cao kan worden vastgelegd dat een ontslagen werknemer een vervangende voorziening krijgt in plaats van een transitievergoeding. Sinds 1 januari 2020 kan dit alleen nog maar bij ontslag om bedrijfseconomische redenen. Ook hoeft de vervangende voorziening niet meer gelijkwaardig te zijn aan de wettelijke transitievergoeding. Wel moet de voorziening bestaan uit maatregelen om werkloosheid te voorkomen of in duur te beperken, uit een redelijke financiële vergoeding, of een combinatie van beide.

#### Jurisprudentie
De Hoge Raad heeft sinds invoering ervan een grote hoeveelheid jurisprudentie gewezen over de transitievergoeding. De bekendste uitspraken zijn die inzake Xella over de beëindiging van slapende dienstverbanden, en de beschikking in de zaak Stichting Kolom, waarin de Hoge Raad bepaalde dat werknemers onder omstandigheden recht kunnen hebben op een gedeeltelijke transitievergoeding.

### Billijke vergoeding
Een werkgever kan – naast de transitievergoeding – ook worden veroordeeld tot betaling van een billijke vergoeding. Daarvoor moet wel ofwel vaststaan dat de werkgever de arbeidsovereenkomst heeft doen eindigen zonder gegronde reden en ongeldig is, zoals in geval van een ontslag op staande voet zonder dat sprake is van een dringende reden. Ofwel het ontslag is het gevolg van ernstig verwijtbaar handelen of nalaten van de werkgever. 
In de wet is niet bepaald hoe de hoogte van de billijke vergoeding moet worden vastgesteld. Het is aan de rechter om te bepalen welk bedrag in een concreet geval ‘billijk’ is. Wel heeft de Hoge Raad de afgelopen jaren in verschillende uitspraken een aantal richtlijnen – zogenoemde ‘gezichtspunten’ – uiteengezet aan de hand waarvan de hoogte van de billijke vergoeding moet worden bepaald.
Een belangrijke factor bij het bepalen van de billijke vergoeding is de vraag hoe lang het dienstverband in redelijkheid zou hebben geduurd als de werkgever niet ernstig verwijtbaar zou hebben gehandeld (of als de werkgever de werknemer niet zonder gegronde reden zou hebben ontslagen). Wat zou de werknemer in dat hypothetische geval hebben verdiend? Of anders gezegd: wat is feitelijk de waarde van de arbeidsovereenkomst voor de werknemer?
Ook worden andere inkomstenbronnen, zoals een WW-uitkering of loon uit een andere (nieuwe) dienstbetrekking, betrokken bij de berekening van de billijke vergoeding. In dit kader is ook de arbeidsmarktpositie van de werknemer relevant. Hoe lang zal de werknemer naar verwachting werkloos blijven? En wat zal een werknemer in potentie kunnen verdienen bij een andere werkgever? 
Ook is de mate van verwijtbaarheid van de zijde van de werkgever en de werknemer relevant, zij het dat de billijke vergoeding geen ‘punitief karakter’ heeft. De billijke vergoeding is dus niet bedoeld als een straf voor de werkgever. Het is niet de bedoeling dat de billijke vergoeding altijd op een zodanig bedrag wordt gesteld dat de werkgever daadwerkelijk hetzelfde ‘voelt’ als de onterecht ontslagen werknemer (voor zover dit al mogelijk zou zijn). In latere uitspraken heeft de Hoge Raad evenwel overwogen dat de billijke vergoeding wel een ‘preventief karakter’ heeft. De billijke vergoeding dient tevens als middel om de werkgever te wijzen op de noodzaak zijn gedrag in eventuele volgende gevallen aan te passen. Ook deze omstandigheid kan dus een belangrijke rol spelen bij de bepaling van de hoogte van de billijke vergoeding.

### Gefixeerde schadevergoeding
De werkgever of de werknemer die door opzet of schuld aan de andere partij een dringende reden heeft gegeven voor ontslag op staande voet is schadeplichtig. De schadeplichtige partij moet aan de andere partij de gefixeerde schadevergoeding betalen. Deze vergoeding is in principe gelijk aan het salaris over de opzegtermijn die de schadeplichtige partij bij opzegging van de arbeidsovereenkomst in acht had moeten nemen.